# Pellenes pamiricus
Pellenes pamiricus är en spindelart som beskrevs av Logunov, Marusik, Rakov 1999. Pellenes pamiricus ingår i släktet Pellenes och familjen hoppspindlar. Inga underarter finns listade i Catalogue of Life.